# Guz popielaty

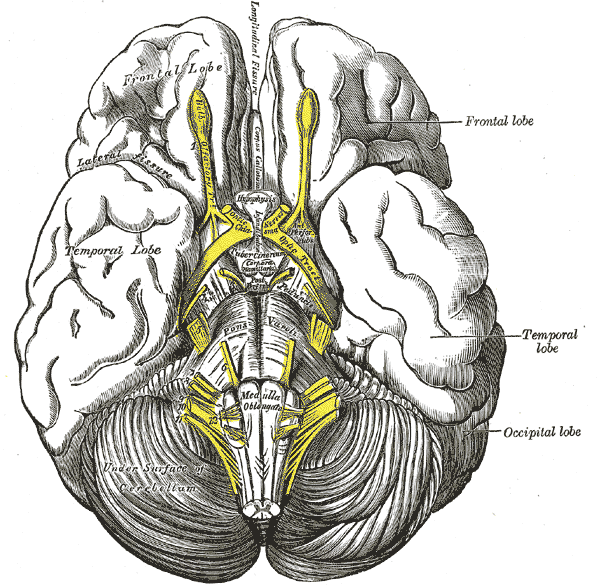
Powierzchnia podstawna mózgowia. Guz popielaty widoczny w centrum, podpisany Tuber cinereum.

Guz popielaty (łac. tuber cinereum) – w anatomii człowieka część mózgowia należąca do podwzgórza.
Znajduje się za lejkiem, połączonym z jego przednią częścią, a do przodu od ciał suteczkowatych. Do przodu od niego znajduje się skrzyżowanie wzrokowe, przechodzące w położone bocznie od niego pasma wzrokowe. Od wspomnianego lejka odgrodzony jest bruzdą guzowolejkową (sulcus tuberoinfundibularis). W tylnej części guza popielatego może znajdować się wyniosłość woreczkowa (eminentia saccularis).